# Austrochilus melon
Austrochilus melon – gatunek pająka z rodziny Austrochilidae.
Gatunek ten opisany został w 1987 roku przez Normana I. Platnicka w ramach rewizji współautorstwa Raymonda Forstera i Michaela R. Graya. Opisu dokonano na podstawie okazów odłowionych w 1966 i w latach 1982–1986. Miejscem typowym jest Cuesta El Melón i tod niego pochodzi epitet gatunkowy, będący rzeczownikiem w apozycji.
Holotypowy samiec ma 8,05 mm długości ciała przy karapaksie długości 4,75 mm i szerokości 3,48 mm. Jedna z samic ma 13,46 mm długości ciała przy karapaksie długości 6,26 mm i szerokości 4,14 mm. Barwa karapaksu jest matowożółta ze śniadobrązową przepaską środkową za oczami tylno-środkowymi, obejmującą trzy ciemne paski podłużne. Odnóża są obrączkowane, ale obrączki ud i goleni przednich par są mniej wyraźne niż tylnych.
Nogogłaszczki samców cechuje, podobnie jak u A. manni, A. schlingeri i A. forsteri, pasmo zesklerotyzowanego oskórka przebiegające retrolateralnie na konduktorze, przy czym pasmo to jest szersze niż u A. manni. Ponadto A. forsteri różni się od A. melon cienkim i falistym embolusem. Samicę charakteryzuje epigynum o trapezowatej sklerotyzacji między otworami przednich i tylnych spermatek znacznie węższej niż u 
A. manni.
Pająk neotropikalny, endemiczny dla północno-środkowego Chile, znany z regionów Valparaíso, Maule i Metropolitalnego. Spotykany w lasach i na pobrzeżach strumieni, na rzędnych 330–580 m n.p.m.